# Teodoro de Coloneia
Teodoro (em armênio/arménio: Θεόδωρος; romaniz.: Theódoros; em latim: Theodorus) foi um oficial bizantino do século VII, ativo no reinado de Constante II (r. 641–668) e Constantino IV (r. 668–685).

## Vida

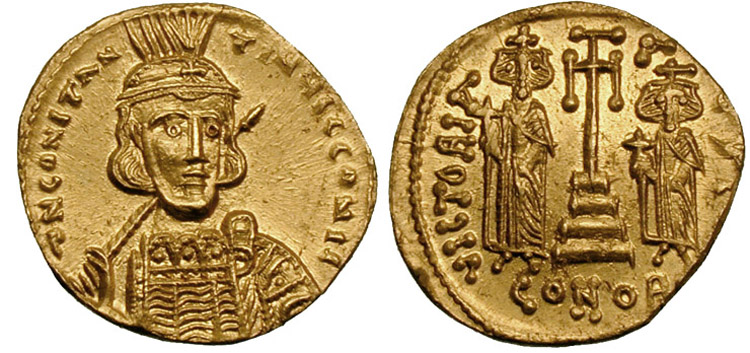
Soldo de r.

Talvez nasceu em Coloneia, no rio Lico. Segundo um escólio, em 656, estava em Selímbria e ali representava o conde local, citado como irmão do imperador (talvez uma alusão a Tibério). Em 662/663, Constâncio se mudou à Itália, onde assume em Siracusa, na Sicília, e exige que sua esposa e filhos fossem para lá. Isso foi impedido por uma revolta popular que eclodiu em Constantinopla sob comando de Teodoro e André. Em 681/82, foi enviado por Constantino IV aos soldados rebeldes do Tema da Anatólia para levar seus líderes para Constantinopla. A revolta eclodiu quando Constantino tentou demover seus irmãos Tibério e Heráclio da posição de coimperadores. As fontes indicam que Teodoro ocupava a posição de patrício. Talvez pode ser o conde homônimo ativo nesse período, mas a identificação é incerta.